# 粗壮獐牙菜
粗壮獐牙菜（学名：Swertia hookeri），为龙胆科獐牙菜属下的一个植物种。